# Marine dans l'Égypte antique

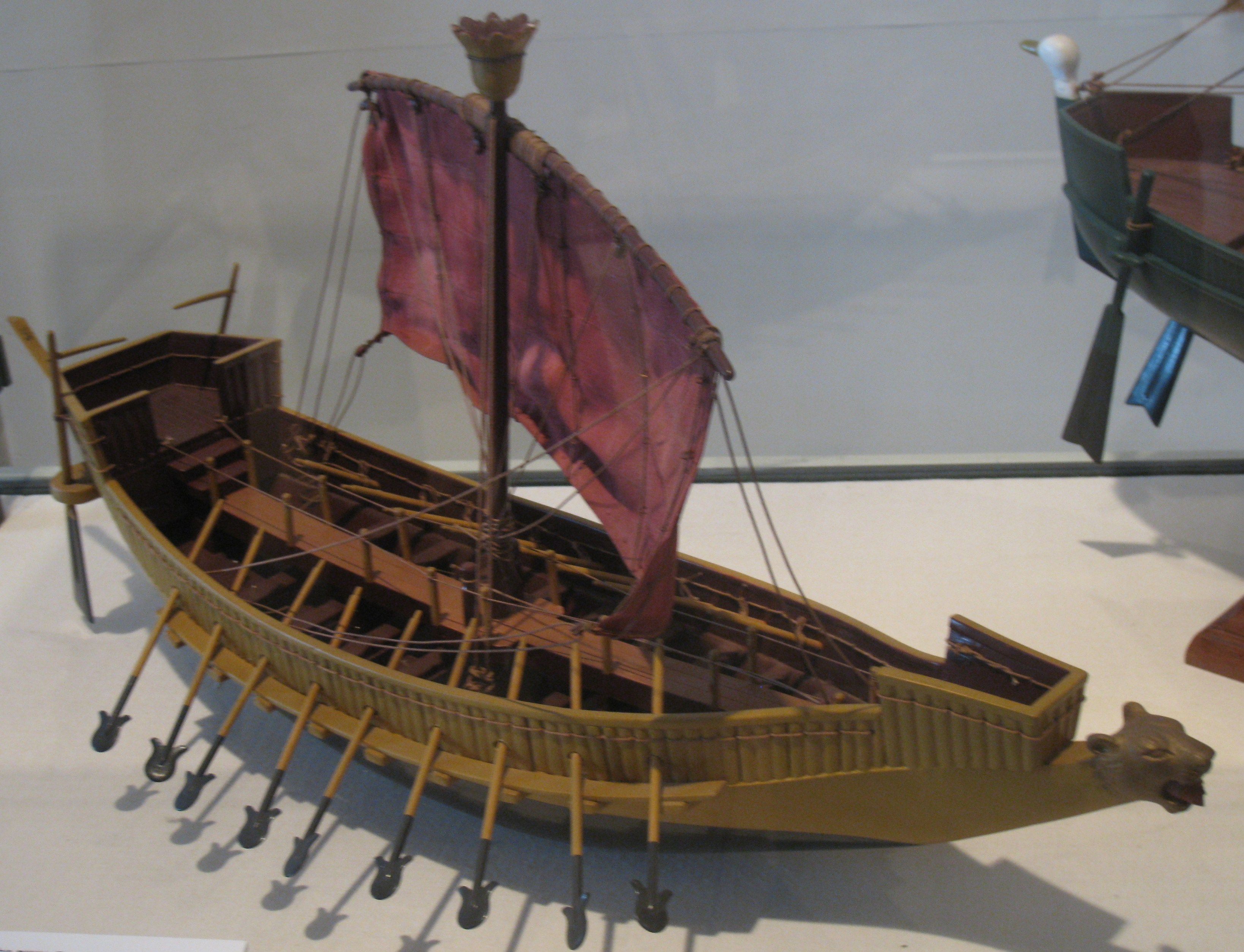
Modèle d'un bateau de guerre de Ramsès III

La marine de l'Égypte antique a existé depuis l'époque préhistorique. Les meilleures sources concernant le type de navires utilisés et leurs usages proviennent des reliefs dans les différents temples. Alors que les premiers navires utilisés pour naviguer sur le Nil étaient souvent fabriqués à partir de roseaux, les navires océaniques et maritimes étaient ensuite construits en bois de cèdre, provenant très probablement des forêts de Byblos, dans l'actuel Liban. Si l'utilisation de la marine n'était pas aussi importante pour les Égyptiens qu'elle l'était pour les Grecs ou les Romains, elle a tout de même prouvé sa valeur lors des campagnes de Thoutmôsis III et même pour défendre l'Égypte sous Ramsès III. Thoutmôsis III comprit l'importance de maintenir une ligne de communication et d'approvisionnement rapide et efficace qui relierait ses bases de la région levantine à l'Égypte. C'est pour cette raison qu'il construisit près de Memphis son célèbre chantier naval pour la flotte royale, dont le seul but était de fournir constamment à l'armée égyptienne en campagne des troupes supplémentaires ainsi que des fournitures.
De l'Ancien Empire jusqu'au début du Nouvel Empire, la navigation en mer dans l'Égypte antique était presque inexistante, si ce n'est pour assurer des fonctions de communication et de transport. Cependant, grâce à la réorganisation massive de l'armée égyptienne au Nouvel Empire et à la politique étrangère agressive menée par les pharaons, la marine a commencé à devenir de plus en plus cruciale pour maintenir la puissance et l'influence égyptiennes à l'étranger.

## Construction des navires
Les navires ont d'abord été construits de manière très rudimentaire en utilisant des roseaux. Ces navires n'étaient en aucun cas capables de voyager dans les mers Rouge ou Méditerranée, et leur but était donc uniquement de naviguer sur le Nil. Lorsque les navires devaient supporter des voyages plus longs, l'Égypte importait souvent du bois de cèdre de Byblos, avec qui elle entretenait de bonnes relations commerciales. Parallèlement, elle demandait aux autres États avec lesquels elle commerçait de lui fournir un certain nombre de navires. Cette pratique est illustrée dans les lettres d'Amarna, où l'on trouve une demande adressée au roi de Chypre de construire des navires pour la marine égyptienne. À l'époque de la bataille du delta du Nil contre les Peuples de la mer, les Égyptiens étaient devenus experts dans la construction de navires. Leurs navires avaient un seul mât sur lequel était fixée une voile carrée horizontale. La proue était généralement décorée d'un crâne humain écrasé par une tête de lion. Ces navires avaient souvent deux avirons à gouvernail, les gouvernails intégrés n'ayant pas été inventés à l'époque. En même temps, ils pouvaient peser jusqu'à soixante-dix ou quatre-vingts tonnes avec environ cinquante rameurs.

## Transports
Le paysage égyptien est rude et très difficile à traverser, à l'exception des quelques kilomètres qui entourent la vallée du Nil. Pour cette raison, l'utilisation de navires comme moyen de communication et de transport s'est avérée très efficace. Les Égyptiens envoyaient dans toute l'Égypte des soldats chargés de réprimer les rébellions ou de repousser les attaquants, comme en témoigne l'utilisation des navires pour transporter de la nourriture et des fournitures vers les forts stationnés dans le sud, près de la Nubie. Ces forts étaient souvent placés dans des zones difficiles et, pour se nourrir, ils dépendaient fortement des rations qu'ils recevaient de villes telles que Thèbes et Karnak. Cet objectif a toujours été utilisé par les Égyptiens depuis le tout début de leur civilisation jusqu'à l'époque du Nouvel Empire, où ils réapprovisionnaient par la mer leurs troupes basées dans la région du Levant.

## Structure des navires
La structure des navires est particulièrement visible sur les reliefs du temple de Médinet Habou qui montrent la grande tentative d'invasion de l'Égypte par les Peuples de la mer. Ces reliefs nous montre les navires égyptiens, petits mais maniables, luttant contre les navires plus grands mais plus lents des Peuples de la mer. Ils dépeignent les navires comme des plateformes à partir desquelles les archers et les frondeurs peuvent tirer sur l'ennemi. Une fois à bord, la plupart des membres de l'équipage des navires égyptiens s'armaient et se battaient en combat rapproché à l'aide de lances, de boucliers et de haches de combat. Le fait de disposer de navires aussi rapides et maniables permettait aux Égyptiens de harceler constamment l'ennemi à distance tout en se mettant à l'abri pour attaquer d'un autre côté. Cet usage a surtout existé au Nouvel Empire, même s'il a été utilisé au cours de la Deuxième Période intermédiaire, lors du siège d'Avaris par Ahmôsis Ier. Les Égyptiens abordaient d'autres navires en utilisant la méthode qui consiste à utiliser des grappins pour tirer un navire après l'avoir bombardé de flèches.

## Batailles navales célèbres
Bien que les batailles navales ne soient pas souvent relatées car il n'y avait pas de distinction entre la marine et l'armée dans l'Égypte antique, nous recueillons de temps en temps des informations sur des batailles qui ont été menées grâce à des navires.

### Siège d'Avaris
L'un de ces exemples est celui d'Ahmôsis Ier qui a mené un siège contre la ville Hyksôs d'Avaris à la fin de la XVIIe et au début de la XVIIIe dynastie. L'un des récits du siège provient d'un soldat et marin qui a combattu lors du siège, nommé Ahmès fils d'Abana. Dans ses récits, il indique qu'il était sur un navire appelé le Nord, dans lequel il naviguait avec l'armée égyptienne vers Avaris. Après avoir livré une bataille, les Égyptiens ont assiégé la ville et l'ont encerclée. Le siège d'Avaris a dû être une attaque combinée, navale et terrestre, car Ahmès fils d'Abana affirme avoir combattu dans le canal contre Pezedku d'Avaris.

### Guerre contre les peuples de la mer
Cette guerre est peut-être la plus célèbre des guerres égyptiennes impliquant fortement la force navale de l'Empire, et c'est la première à être bien documentée. Pendant le règne de Ramsès III, une nouvelle menace est apparue pour défier les Égyptiens d'une manière différente de celle à laquelle ils étaient habitués. Des peuples appelés « Peuples de la mer » arrivaient dans la région du Levant et détruisait ses villes. Les Hittites, autrefois puissants, avaient déjà été détruits par ces peuples d'origine mystérieuse et il devint rapidement évident que l'Égypte et toutes ses richesses seraient les prochaines victimes. Ramsès III prépara une puissante flotte et planifia de repousser les Peuples de la mer sur le Nil. Dans le récit du relief du temple de Médinet Habou, Ramsès déclare : « J'ai préparé l'embouchure du fleuve comme un mur solide avec des navires de guerre, des galères et des embarcations légères. Ils étaient complètement équipés, à l'avant comme à l'arrière, de braves combattants portant leurs armes, et de fantassins de tous les choix de l'Égypte. »
Ce relief montre l'ennemi avec ses grands navires tombant tous dans le Nil et transpercés par les flèches tirées par les navires égyptiens. Dans le même temps, Ramsès III affirme avoir attiré l'ennemi près des rives du Nil, où il leur a décoché des centaines de milliers de flèches. Les Égyptiens, grâce à leurs embarcations fluviales rapides et agiles, ont gagné contre les navires des Peuples de la mer lors de la bataille du delta du Nil, que les Égyptiens décrivent comme mal équipés pour le combat.